# Selaginella amazonica
Selaginella amazonica är en mosslummerväxtart som beskrevs av Antoine Frédéric Spring. Selaginella amazonica ingår i släktet mosslumrar, och familjen mosslummerväxter. Inga underarter finns listade i Catalogue of Life.